# Thiên hoàng Keikō
Thiên hoàng Keikō (景行天皇, Keikō-tennō, Cảnh Hành Thiên hoàng) là vị Thiên hoàng thứ 12 của Nhật Bản theo Danh sách Thiên hoàng truyền thống. 
Không có ngày tháng chắc chắn về cuộc đời và triều đại của vị Thiên hoàng này. Keikō được các nhà sử học coi là một "Thiên hoàng truyền thuyết" vì thiếu thông tin về ông, mà cũng không thể phủ định được việc một người như thế đã từng tồn tại. Hơn nữa, các học giả chỉ biết than thở rằng, ở thời điểm này, không có đủ các bằng chứng để nghiên cứu và thẩm tra kỹ càng hơn.
Truyện về ông được ghi lại trong Cổ Sự Ký và Nhật Bản Thư Kỷ, nhưng các ghi chép lại khác nhau ở 2 nguồn. Trong Cổ Sự Ký ông cử con trai mình là Yamato Takeru đến Kyūshū để chinh phục các bộ lạc địa phương. Trong Nhật Bản Thư Kỷ Thiên hoàng Keikō ngự giá thân chinh và đánh thắng các bộ tộc địa phương. Theo cả hai nguồn, ông cử Yamatotakeru đến tỉnh Izumo và các tỉnh phía Đông để xâm chiếm đất đai và mở rộng lãnh thổ.
Ông được xem là một vị vua hiền. Vào năm 1875, khi thầy học của Thiên hoàng Minh Trị là Motoda Nagazane hỏi Thiên hoàng mến mộ vị tiên đế nào nhất thì Minh Trị đáp là Thiên hoàng Jimmu là nhất vì những chiến tích cùng với ảnh hưởng sâu rộng với dân tộc của hai Thiên hoàng này. Thực sự, cả hai vị vua này đều có công lớn trong việc thành lập và thống nhất Nhật Bản. Mặc dù nơi an nghỉ cuối cùng của vị quốc chủ truyền thuyết này vẫn còn chưa biết, lăng mộ hoàng gia chính thức của Keikō ngày nay có thể đến thăm tại Shibutani-cho, thành phố Tenri gần thành phố Nara.

## Vợ con
Vương hậu(đầu tiên): Harima no Inabi no Ooiratsume (播磨稲日大郎姫), con gái của Wakatakehiko (若建吉備津日子)
- Hoàng tử Kushitsunowake (櫛角別王)
- Hoàng tử Oousu (大碓皇子), tổ tiên của Mugetsu no kimi (身毛津君)
- Hoàng tử ousu (小碓尊), cha của Thiên hoàng Chūai

Hoàng hậu(second): Yasakairihime (八坂入媛命), con gái của Yasakairihiko (八坂入彦命)
- Hoàng tử Wakatarashihiko (稚足彦尊) Thiên hoàng Seimu
- Hoàng tử Iokiirihiko (五百城入彦皇子)
- Hoàng tử Oshinowake (忍之別皇子)
- Hoàng tử Wakayamatoneko (稚倭根子皇子)
- Hoàng tử Oosuwake (大酢別皇子)
- Công chúa Nunoshinohime (渟熨斗皇女)
- Công chúa Iokiirihime (五百城入姫皇女)
- Công chúa Kagoyorihime (麛依姫皇女)
- Hoàng tử Isakiirihiko (五十狭城入彦皇子), tổ tiên của Mitsukai no Muraji (御使連)
- Hoàng tử Kibinoehiko (吉備兄彦皇子)
- Công chúa Takagiirihime (高城入姫皇女)
- Công chúa Otohime (弟姫皇女)

Mizuhanoiratume (水歯郎媛), con gái của Iwatsukuwake (磐衝別命), em gái của Iwakiwake (石城別王)
- Công chúa Ionono (五百野皇女) Saiō

Ikawahime (五十河媛)
- Hoàng tử Kamukushi (神櫛皇子), tổ tiên của Sanuki no Kimi (讃岐公), Sakabe no Kimi (酒部公)
- Hoàng tử Inaseirihiko (稲背入彦皇子), tổ tiên của Saeki no Atai (讃岐公), Harima no Atai (播磨直)

Abe no Takadahime (阿倍高田媛), con gái của Abe no Kogoto (阿倍木事)
- Hoàng tử Takekunikoriwake (武国凝別皇子)

Himuka no Kaminagaootane (日向髪長大田根)
- Hoàng tử Himuka no Sotsuhiko (日向襲津彦皇子)

Sonotakehime (襲武媛)
- Hoàng tử Kunichiwake (国乳別皇子)
- Hoàng tử Kunisewake (国背別皇子)
- Hoàng tử Toyotowake (豊戸別皇子)

Himuka no Mihakashihime (日向御刀媛)
- Hoàng tử Toyokuniwake (豊国別皇子), tổ tiên của Himuka no kuni no Miyatsuko (日向国造)

Inabinowakairatsume (伊那毘若郎女), con gái của Wakatakehiko, em gái của Harima no Inabi no Ooiratsume
- Hoàng tử Mawaka (真若王)
- Hoàng tử Hikohitoooe (彦人大兄命)

Igotohime (五十琴姫命),　con gái của Mononobe no Igui (物部胆咋宿禰)
- Hoàng tử Igotohiko (五十功彦命)